# Mwami
Mwami (mwɑmi, mŋɑmi) és el títol més important en les llengües kirundi i kinyarwanda, en congolès nande i les llengües bashi, així com diverses altres llengües bantus, com el tonga (parlat a Zàmbia i Zimbàbue). La paraula se sol traduir com a rei. Pot referir-se a:
- el Rei de Ruanda
- el Rei de Burundi
- els caps tradicionals de petits regnes a les províncies de Nord-Kivu, Sud-Kivu i Maniema, a la República Democràtica del Congo
- els caps tradicionals dels "Bantu Botatwe" (tres pobles) de Zàmbia (els pobles Ila, Lenje i Tonga)

Mwami és també una població de Zimbàbue.